# Xu (cesarzowa)
Xu (chiń. 許皇后; zm. 8 p.n.e.) – pierwsza żona i kuzynka cesarza Chin Chenga, odsunięta od władzy na skutek machinacji jej następczyni, cesarzowej Zhao Feiyan i jej spisku z kuzynem cesarza Chunyu Zhangiem (淳于長).

## Pochodzenie i małżeństwo
Przyszła cesarzowa Xu była córką Xu Jia, markiza Ping’en i brata pierwszej żony cesarza Xuana, cesarzowej Xu Pingjun matki cesarza Yuana. W ramach miłości do babki, cesarz Yuan postanowił ożenić się z jej bratanicą, a swoją kuzynkę ze swoim synem – następcą tronu, księciem Liu Ao. Wiadomo, że młodzi małżonkowie bardzo się kochali, jednak nie mieli dzieci – powodem tego był przedwczesny poród syna, który nie przeżył i skutkiem tego, młoda żona następcy tronu nie była już w stanie zajść w ciążę. Kronikarze opisując ją przede wszystkim podkreślają doskonałe wykształcenie, które było wtedy rzadkością nawet wśród szlachetnie urodzonych kobiet na dworze. Xu miała podobno zainteresowania literackie i sama pisała wiersze miłosne do swojego męża.

## Cesarzowa
W 33 roku p.n.e. teść konkubiny Xu, cesarz Yuan zmarł, a jej mąż objął po nim tron i był znany jako cesarz Cheng. W 31 roku p.n.e. nadał Xu tytuł cesarzowej i wiadomo, że był wobec niej niezwykle czuły, jednak w tym czasie jego serce należało do innej kobiety – konkubiny Ban, która również nie dała mu tak upragnionego syna. Zatroskana bezdzietnością syna cesarzowa wdowa Wang Zhengjun nakazała mu sprowadzić na dwór więcej konkubin w nadziei, że któraś z nich urodzi potomka, co jednak się nie stało.
Ponieważ wysoki status cesarzowej Xu zazwyczaj wiązał się z urodzeniem przynajmniej jednego syna, chińscy uczeniu konfucjańscy doradzili cesarzowi spędzanie większości czasu z innymi konkubinami, redukcję budżetu dworu cesarzowej na co ten przystał. W tym czasie uczucia cesarza Chenga wobec żony znacznie się ochłodziły – nie sypiali już ze sobą i rzadko się odwiedzali, poza tym rozpustny cesarz znudził się już małżonką.
Jednakże dopiero w dziesięć lat później nadszedł kolejny cios, który pozbawił ją resztek miłości i zaufania męża. Około 19 roku p.n.e., kiedy cesarz Cheng odwiedzał swoją siostrę, księżniczkę Yang, zakochał się dwóch tańczących na przyjęciu dziewczynach – Zhao Feiyan i jej siostrze Zhao Hede, po czym mianował je cesarskimi konkubinami i zaczął wynosić je ponad cesarzową Xu i konkubinę Ban. W 18 roku p.n.e. siostry Zhao fałszywie oskarżyły cesarzową i konkubinę o stosowanie czarów w celu odzyskania miłości cesarza i urodzenia mu potomka. Cesarzowa Xu została odsunięta, a konkubina Ban popełniła samobójstwo.

## Usunięcie z dworu i śmierć
Cesarzowa Xu prawdopodobnie wciąż była traktowana jak nakazywała tradycja, ale przerażała ją utrata statusu i wolności. Około  10 roku p.n.e. próbowała poprawić swoją sytuację – w tym czasie jej siostra Xu Mi po śmierci swojego męża, Han Bao, markiza Longe, rozpoczęła romans z ulubionym i cieszącym się największym zaufaniem kuzynem cesarza Chenga, Chunyu Zhang, który miał zostać następcą Wang Gena na stanowisku dowódcy gwardii cesarskiej. Cesarzowa Xu poprosiła siostrę o skontaktowanie jej z Chunyu, któremu już od jakiegoś czasu przesyłała kosztowne dary – miało to na celu zdobycie poparcia Chunyu w jej sprawie. Xu chciała odzyskać wolność i utraconą pozycję cesarzowej, który to tytuł teraz należał do Zhao Feiyan.
Sam Chunyu miał swoje kłopoty, jednakże w 8 roku p.n.e. zachorował Wang Gen, przez co zaczęto się interesować tym, czy Chunyu go zastąpi; również bratanek Wang Gena, Wang Mang miał ochotę na tak lukratywną posadę. By ją zdobyć posunął się do doniesienia cesarzowej wdowie Wang o korupcji Chunyu i swoich podejrzeniach co do choroby stryja. Cesarzowa wdowa Wang zażądała wygnania Chunyu z dworu i stolicy. Zanim jednak udał się na wygnanie miał podarować swoje wspaniałe konie i komplet wspaniałych kart do gry kuzynowi Wang Manga, Wang Rongowi, który zadowolony z wspaniałego prezentu napisał do cesarza prosząc go o łaskę dla Chunyu. Ten jednak nakazał aresztować Wang Ronga, któremu ojciec kazał popełnić samobójstwo – co sprawiło, że cesarz stał się znacznie bardziej podejrzliwy – nakazał aresztować Chunyu i kiedy ten wyznał prawdę o swoich kontaktach z wygnaną cesarzową, został ścięty. Sama cesarzowa Xu została zmuszona przez męża do samobójstwa.